# Guillermo Correa Fuenzalida
Guillermo Correa Fuenzalida (Curicó, 10 de marzo de 1900 - Santiago, 14 de marzo de 1970) fue un abogado, agricultor, empresario y político chileno, miembro del Partido Liberal (PL). Se desempeñó como diputado de la República en representación de la 11° Circunscripción Departamental, durante dos períodos legislativos no consecutivos entre 1930-1932 y 1933-1937. También, ejerció como ministro de Estado durante los gobiernos de los presidentes Arturo Alessandri y Gabriel González Videla.

## Biografía

### Familia y estudios
Nació en Curicó, el 10 de marzo de 1900, hijo de Rafael Correa Correa e Ignacia Fuenzalida O'Ryan.
Realizó sus estudios primarios en el Liceo de Hombres de Curicó, y los secundarios en el Instituto Nacional. Luego, continuó los superiores en la carrera de derecho en la Universidad de Chile, jurando como abogado el 21 de noviembre de 1921, con la tesis titulada Pago por subrogación.
Se casó con Luz María Ossa Undurraga, matrimonio del cual nacieron seis hijos.

### Carrera profesional
Se ocupó de actividades docentes, profesionales y administrativas.
En 1922 fue titulado profesor extraordinario del Código Civil y en 1926, profesor en propiedad, en la Escuela de Derecho de la Universidad de Chile; siendo director de la misma, entre 1925 y 1927.
Desde 1922 ejerció como abogado del Banco Hipotecario y de la Sociedad de Turismo y Hoteles de Chile.

## Carrera política

### Diputado
Militó en el Partido Liberal (PL), colectividad de la cual llegó a ser su vicepresidente.
En las elecciones parlamentarias de 1930, fue elegido como diputado por la 11° Circunscripción Departamental (correspondiente a los departamentos de Curicó, Santa Cruz y Vichuquén), por el período 1930-1934. Durante su gestión fue diputado reemplazante en la Comisión Permanente de Educación Pública y en la de Reforma Constitucional y Reglamento; e integró la Comisión Permanente de Trabajo y Previsión Social. Sin embargo, no logró finalizar su periodo a causa de un golpe de Estado que estalló el 4 de junio de 1932, el cual decretó el día 6 de ese mes, la disolución del Congreso Nacional.
En las elecciones parlamentarias de 1932 por la misma 11° Agrupación Departamental, pero reformada compuesta por los departamentos de Curicó y Mataquito, por el periodo 1933-1937. En esa ocasión fue diputado reemplazante en la Comisión Permanente de Constitución, Legislación y Justicia e integró la Comisión Permanente de Trabajo y Legislación Social.

### Ministro de Estado
Durante la tercera administración del presidente Arturo Alessandri, fue nombrado como ministro de Educación Pública, ejerciendo el cargo desde el 29 de marzo de 1937 hasta el 24 de diciembre de 1938. Bajo su gestión fue autor del proyecto de «Organización de la Educación Física». Asimismo, creó varias escuelas para artesanos e inició el establecimiento de los cursos técnicos en los liceos fiscales del país.
Simultáneamente, asumió en calidad de subrogante (s), como ministro de Justicia, entre el 6 de agosto de 1937 y el 24 de diciembre de 1938. En el intertanto, fue también ministro subrogante de Hacienda, un corto período en 1937 y, de Relaciones Exteriores y Comercio, desde el 18 de mayo de 1938 hasta el 1 de septiembre del mismo año.
Ocho años después, bajo el gobierno del presidente radical Gabriel González Videla, fue designado como ministro de Justicia en propiedad; cargo que ejerció entre el 3 de noviembre de 1946 y el 16 de abril de 1947.

### Actividades posteriores
Tras dejar el gabinete ministerial, ejerció diversas actividades —bajo el mismo gobierno—, por ejemplo como director del Banco de Chile de la Corporación de Fomento de la Producción (Corfo), de la Sociedad Agrícola y Comercial Colcura S.A., y de la Compañía Carbonífera e Industrial de Lota en 1948. Fue también, fiscal de la Caja Agraria; consejero de la Compañía de Seguros La Chilena Consolidada; presidente de la Fábrica Victoria de Puente Alto. En el sector privado, fue presidente del Banco de Chile desde 1955 hasta 1970. Paralelamente, se dedicó a la agricultura, explotando el fundo "Las Juntas" en San Vicente de Tagua Tagua, destinado a siembra de cereales.
Fue galardonado con el «Premio Gormaz».
Fue socio y director del Colegio de Abogados de Chile, de la Sociedad Nacional de Agricultura (SNA) y miembro del Instituto de Derecho Privado de Francia.
Falleció en Santiago, el 14 de marzo de 1970, a los 70 años.